# Gematigde kauribossen van het Noordereiland
De gematigde kauribossen van het Noordereiland (Engels: Northland Temperate Kauri Forests) vormen een ecoregio in het noordelijke deel van het Noordereiland van Nieuw-Zeeland.

## De ecoregio
Deze ecoregio beslaat het noordelijke uiteinde van het Noordereiland. Het landschap is vlak in vergelijking met het grootste deel van Nieuw-Zeeland en omvat de regio's Northland, Auckland rond de stad Auckland en Waikato rond de stad Hamilton. De regio omvat ook een aantal eilanden voor de kust en enkele van de weinige overgebleven originele moerashabitats van Nieuw-Zeeland, zoals de Firth of Thames, de Kopuatai Peat Dome en het Whangamarino Wetland in de Hauraki Plains. De ecoregio heeft een warm en vochtig klimaat en het noordelijkste deel van het Noordereiland is het warmste gedeelte van Nieuw-Zeeland.
De ecoregio bestaat uit warmgematigde bossen, kustmoerassen en venen, gelegen in de regio's Northland, Auckland en Waikato van het Noordereiland van Nieuw-Zeeland en op enkele nabij liggende aflandige eilanden zoals de Driekoningeneilanden en de Poor Knights-eilanden. De bossen worden gedomineerd door de enorme kauri's (Agathis australis). Kauribomen worden gevonden ten noorden van 38° zuiderbreedte. Ooit bedekten deze bossen het grootste gedeelte van het gebied, maar sinds de vestiging van de Europeanen heeft er grootschalige houtkap plaatsgevonden, zodat het vandaag de dag nog maar bestaat uit verspreide en van elkaar geïsoleerd liggende bosbestanden. Tevens werden de moerasgebieden ontgonnen ten behoeve van weide- en landbouwgrond.

### Landschap
De ecoregio wordt gekenmerkt door een diversiteit aan landschappen. Zo is de regio Northland heuvelachtig en het heeft een verscheidenheid aan bodems, die variëren in leeftijd en samenstelling. Verder zuidwaarts, in de omstreken van Auckland wordt het landschap steil, terwijl de heuvels in Waikato meer een liefelijk karakter hebben. De aflandige eilanden zijn van vulkanische oorsprong. Op sommige locaties binnen de ecoregio komt ultramafisch gesteente aan de oppervlakte. De moerasgebieden komen algemeen voor dicht bij de kust met talrijke draslanden en meren. Langs de westkust bevindt zich een duinachtig landschap met daarin meertjes.

## Flora
De vegetatie in de hele ecoregio bestond ooit uit overwegend warm-gematigd bossen, die gedomineerd werden door kauribomen. Kauribossen komen alleen voor in de regio Northland en op het schiereiland Coromandel. Ze gedijen goed in warme, vochtige gebieden en hun huidige verspreidingsgebied reikt niet verder naar het zuiden dan 38° zuiderbreedte. Kauribomen kunnen groeien op verschillende substraten, van vulkanische bodems tot zandsteen, maar ze hebben de neiging om te domineren op bergkammen en gebieden met onvruchtbare bodems. In vruchtbare valleien komen daarentegen meer andere soorten bomen voor. Bij kauribomen valt er schors van de bomen, waardoor een laag humus op de bosbodem ontstaat die wel een meter dik kan zijn.
De kauri groeit zowel in bossen bestaande uit enkel kauri's als in bossen met meerdere soorten loofbomen waaronder de taraire (Beilschmiedia tarairi). Daarnaast komen kauribomen ook voor in gemengde bossen. Bij beide bostypen wordt de benaming "kauribos" gebruikt, omdat in die bossen de enorme kauri de voornaamste boomsoort is. Algemeen voorkomende loofbomen in gemengde kauribossen zijn de tanekaha (Phyllocladus trichomanoides), towai (Weinmannia silvicola), kanuka (Kunzea ericoides), rewarewa (Knightia excelsa) en hinau (Elaeocarpus dentatus). Daarnaast komen er ook podocarpen voor zoals de rimu (Dacrydium cupressinum), Hall's totara (Podocarpus hallii) en miro (Prumnopitys ferruginea) en de loofboom kohekohe (Dysoxylum spectabile). In kauribossen is de onderbegroeiing vrij open omdat de kauribomen het zonlicht tegenhouden, wat heel schaars de bosbodem bereikt. De zilverkleurige boomvarensoort Cyathea dealbata en de plantensoort Astelia trinervia vormen samen met diverse grassoorten een belangrijk onderdeel van de ondergroei in kauribossen. 
In de kustgebieden binnen deze ecoregio komen moerassen en meren voor. Langs de westkust bevinden deze zich in duingebieden. Deze moerassen worden gedomineerd door varens, cypergrassen en moerasbossen met kahikatea's (Dacrycarpus dacrydiodes). Bepaalde plantensoorten zoals de biesachtige Sporadanthus traversii behoren tot bedreigde soorten. In de moerasgebieden komen verschillende endemische plantensoorten voor zoals de waterplant Trithuria inconspicua, de wolfsklauw Lycopodium serpentium, de moerasvaren Thelypeteris confluens en de orchidee Cryptostylis subulatus. Verder bereikt de mangrovesoort Avicennia resinifera binnen deze ecoregio zijn meest zuidelijke verspreidingsgebied.
Het aantal endemische plantensoorten is het hoogst in de noordelijke provincie Northland. Dit is gedeeltelijk een gevolg van de gevarieerde substraten die hier worden gevonden en ook een gevolg van de schommelende zeespiegel, die sommige regio's zoals Te Paki, soms heeft afgesloten en geïsoleerd van de rest van het Noordereiland. Aflandige eilanden, waaronder de Driekoningeneilanden en de Poor Knights-eilanden, bevatten ook grote aantallen endemische en bedreigde soorten. De Driekoningeneilanden, 56 kilometer ten noordwesten van Cape Reigna, herbergen het monotypische geslacht Elingamita en zeldzame planten zoals Pennantia baylisiana en Tecomanthe speciosa.

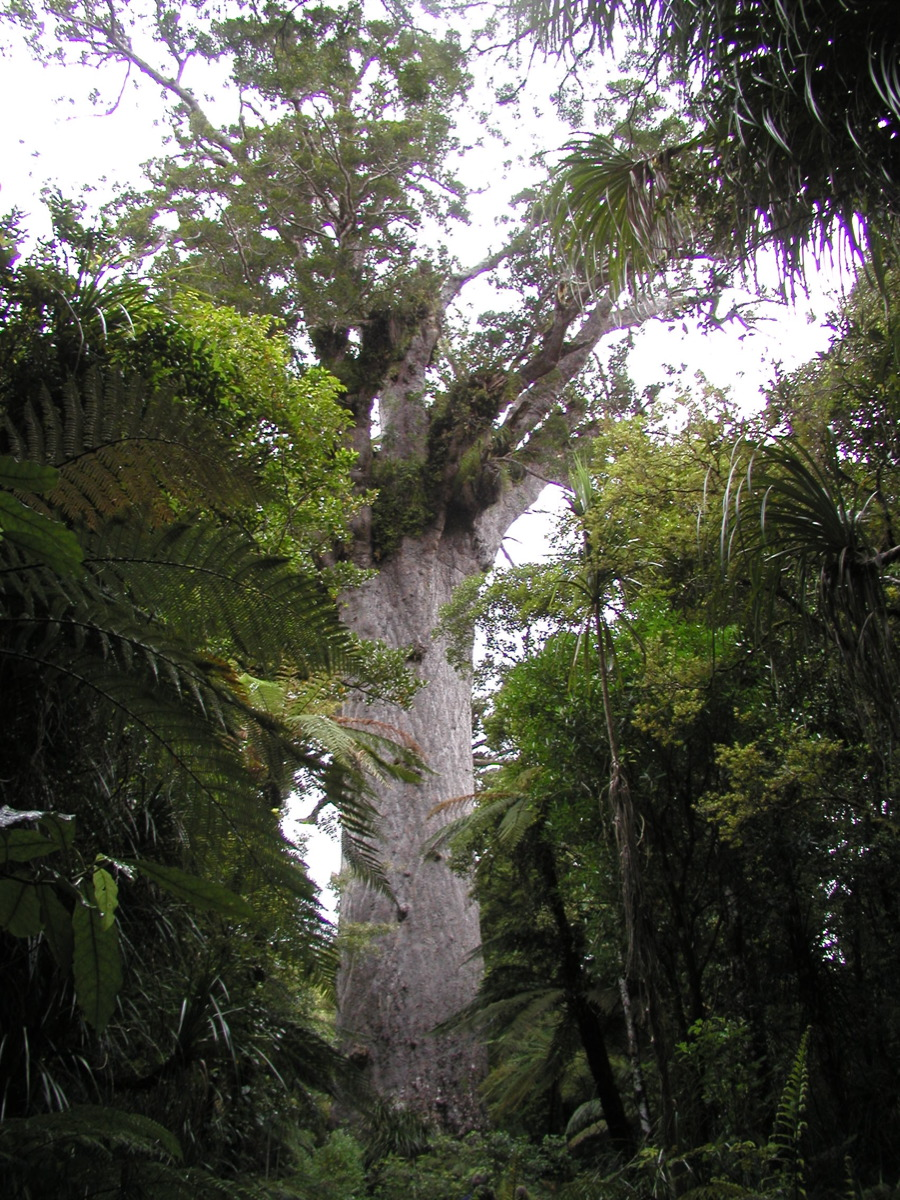
Kauri (Agathis australis)
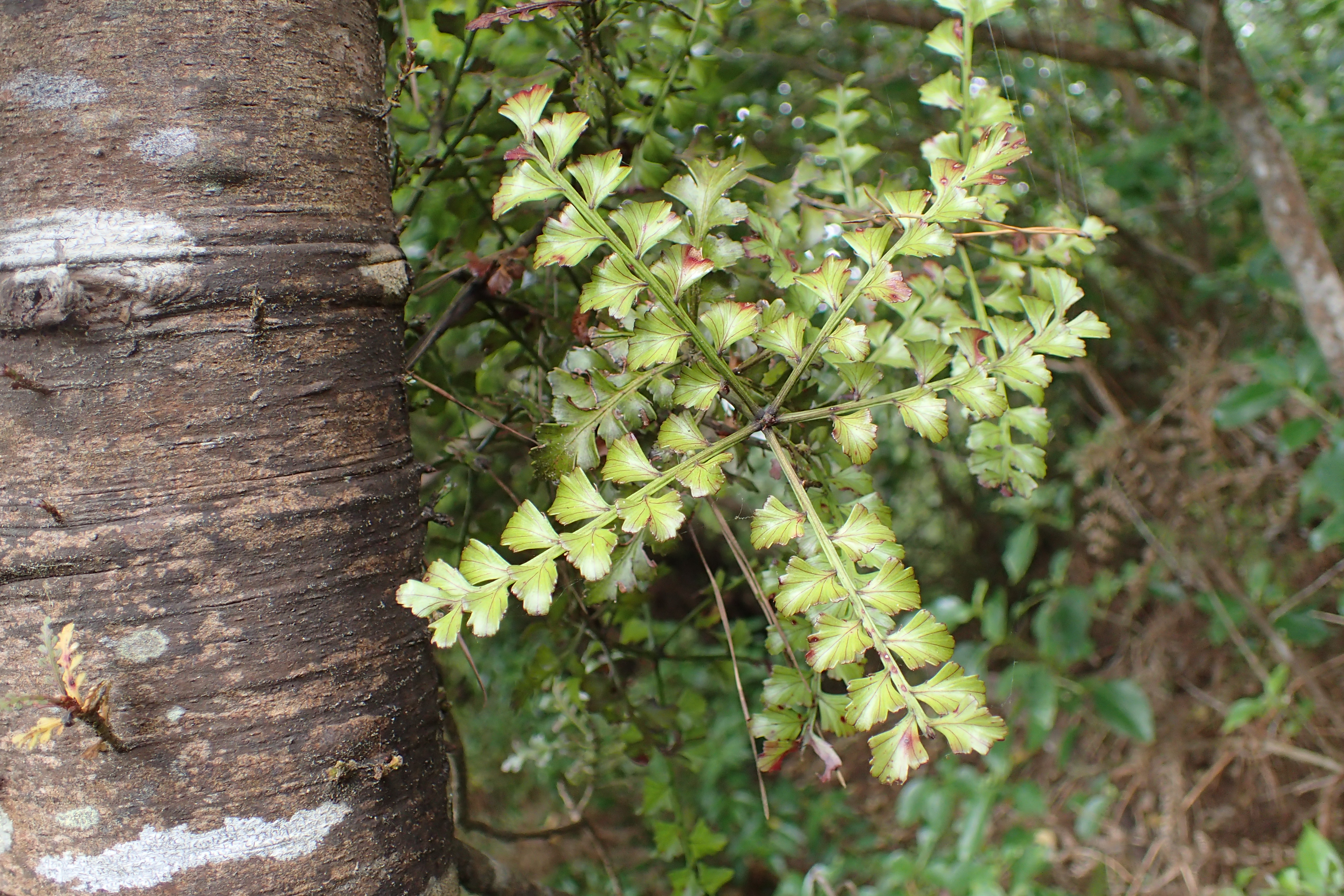
Tanekaha (Phyllocladus trichomanoides)
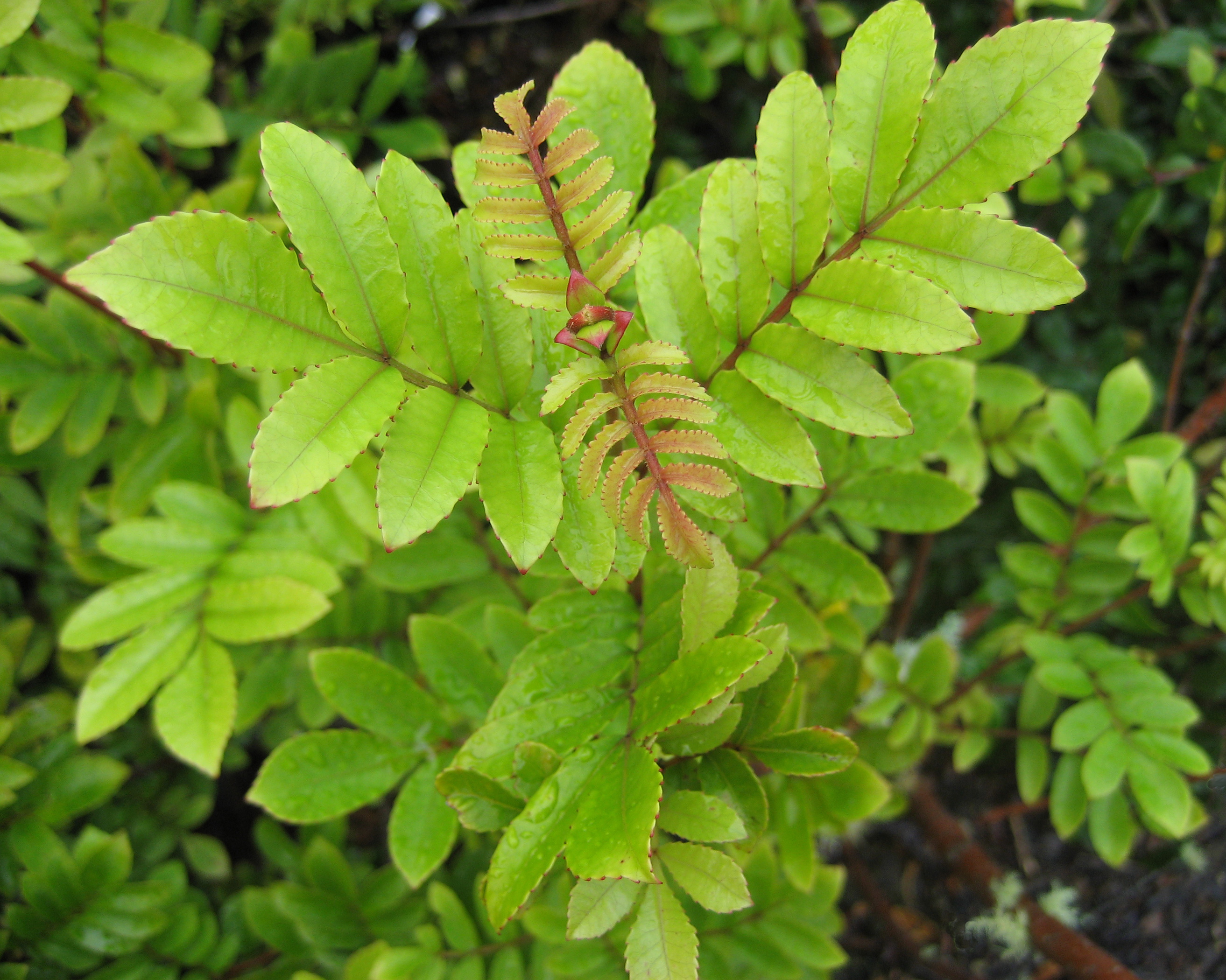
Towai (Weinmannia silvicola)
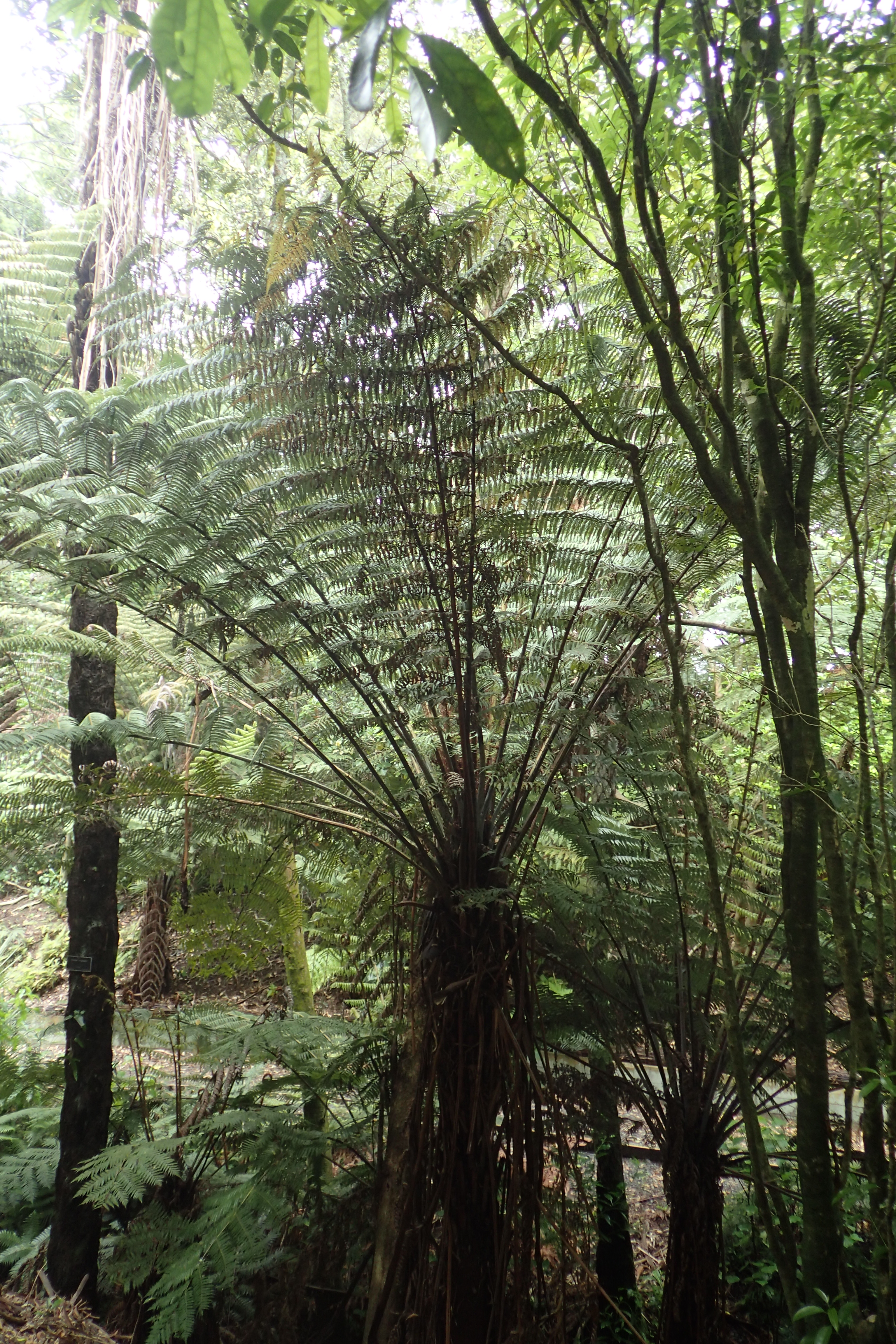
Cyathea dealbata
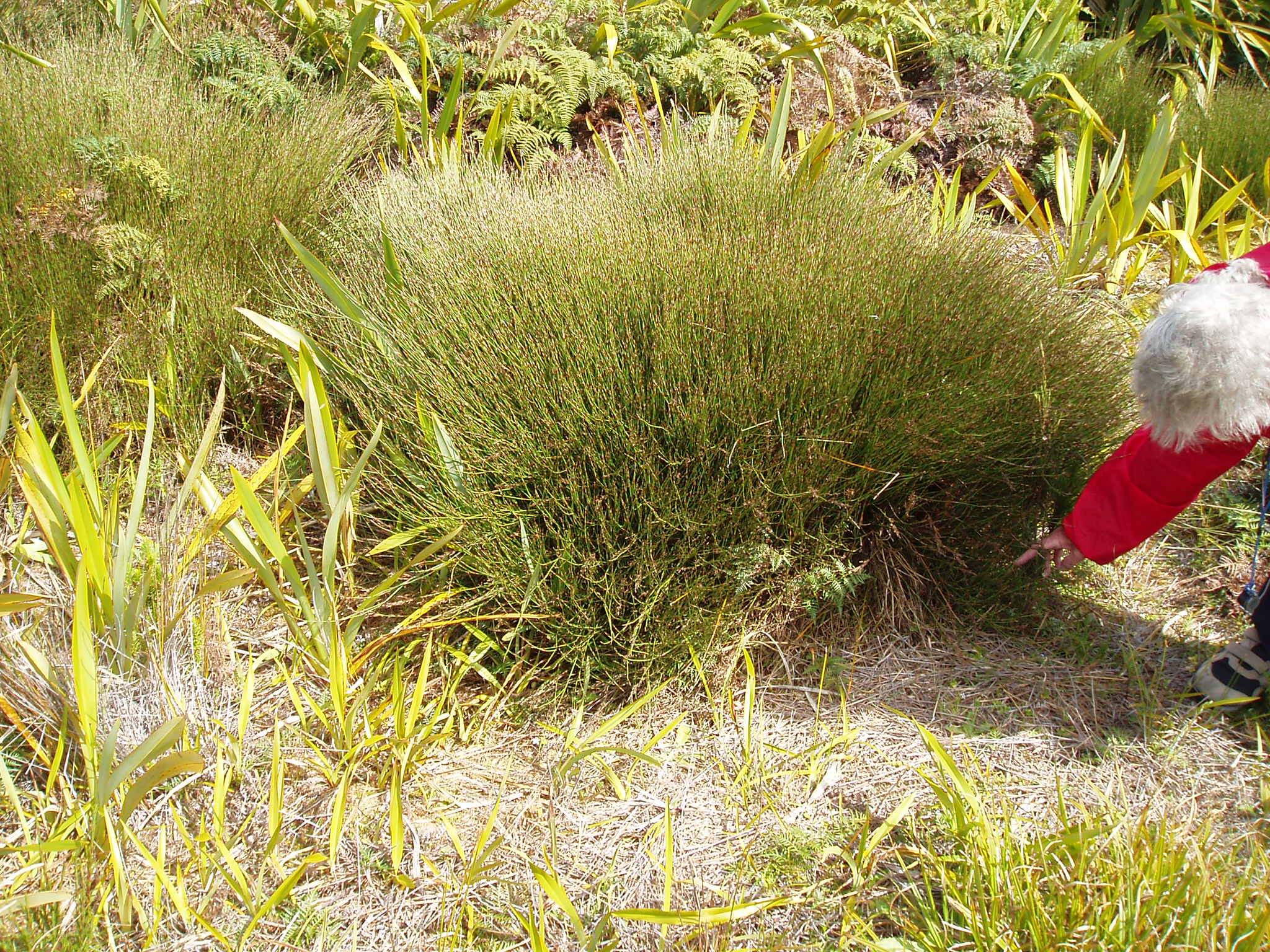
Sporadanthus traversii
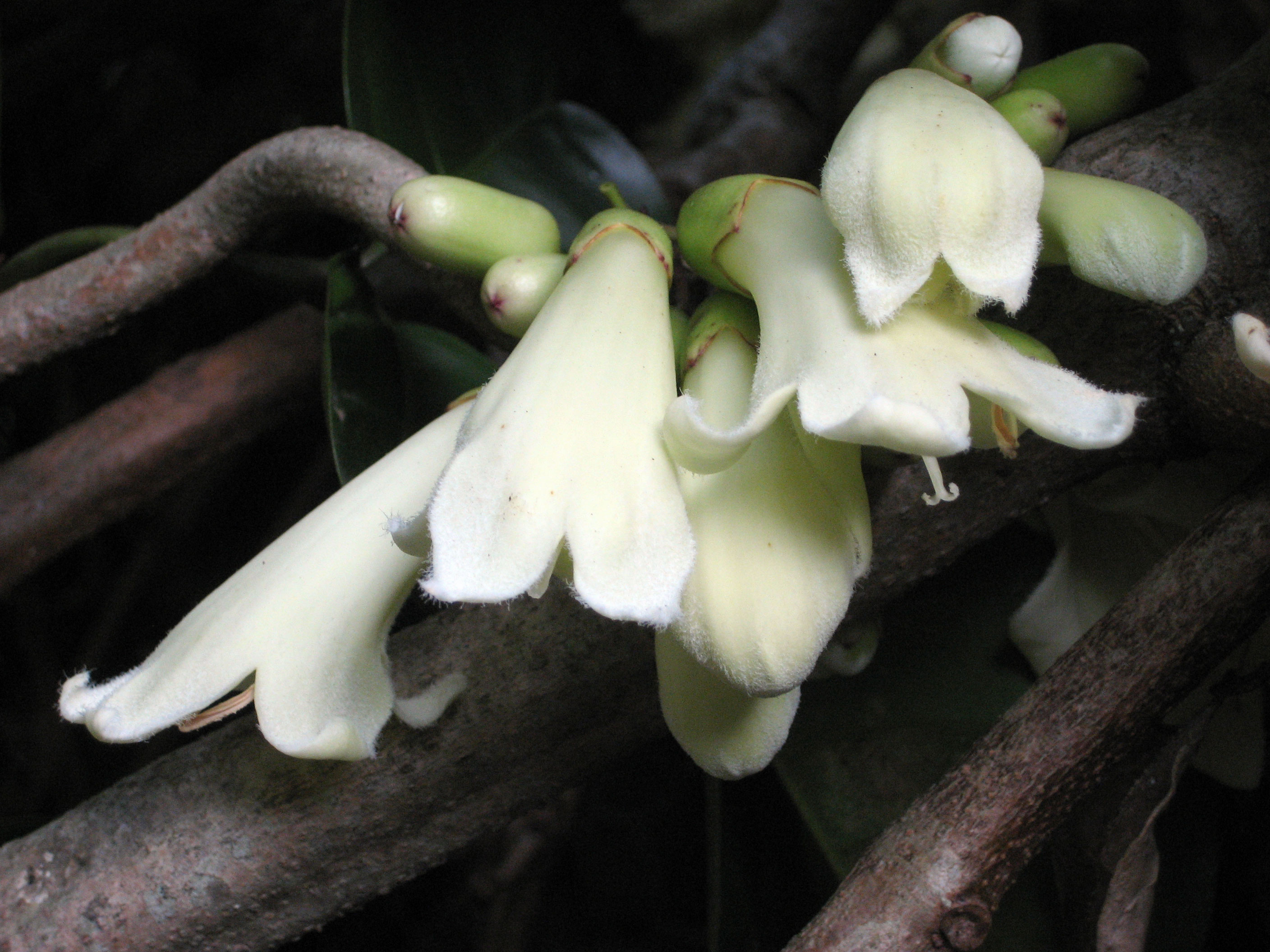
Tecomanthe speciosa

## Fauna
De kauribossen herbergen een aantal zeldzame vogels, waaronder de bedreigde Noordelijke kokako, de Noordereilandkiwi en drie endemische papegaaien, de roodvoorhoofdkakariki, de kaka en de kakapo. Deze laatste komt nu alleen nog voor aan de kust van Little Barriereiland. Ooit waren deze Nieuw-Zeelandse bosvogels overvloedig in deze bossen aanwezig. Maar als gevolg van predatie door geïntroduceerde katten, ratten, hermelijnen, fretten, wezels en voskoesoes is de vogelpopulaties snel afgenomen. Andere vogels die in deze bossen voorkomen zijn de Maoriwaaierstaart, Noordereilandvliegenvanger, witkopmohoua, Toei en Nieuw-Zeelandse vruchtenduif. De getijdengebieden langs de kust binnen deze ecoregio zijn een belangrijke overwinterplaats voor scheefsnavelpleviers en Nieuwzeelandfuten komen voor in kustmeren. De baai Firth of Thames is een van de belangrijk kusthabitats van Nieuw-Zeeland. Er zijn hier tot 74 soorten kustvogels waargenomen, met een piek van 40.000 trekvogels die deze locatie gelijktijdig bezoeken, waaronder de rosse plevier.
De enige inheemse zoogdieren in Nieuw-Zeeland zijn twee soorten vleermuizen, die allebei in deze ecoregio voorkomen. Het gaat om de soort Chalinolobus tuberculatus en de Nieuw-Zeelandse vleermuis (Mystacina tuberculata). Twee kikkersoorten zijn endemisch voor deze ecoregio, de Hochstetters oerkikker (Leiopelma hochstetteri) en de soort Leiopelma archeyi, die beide leven in vochtige bosbodems.
Endemische ongewervelde dieren zijn ook te vinden in de bossen, met name de grote vleesetende kaurislakken (Paryphanta spp.). Zogenaamde vlasslakken (Placostylus spp.) beperken zich alleen tot kustbossen in de regio Northland. Daarnaast worden er ook verschillende soorten weta's aangetroffen.

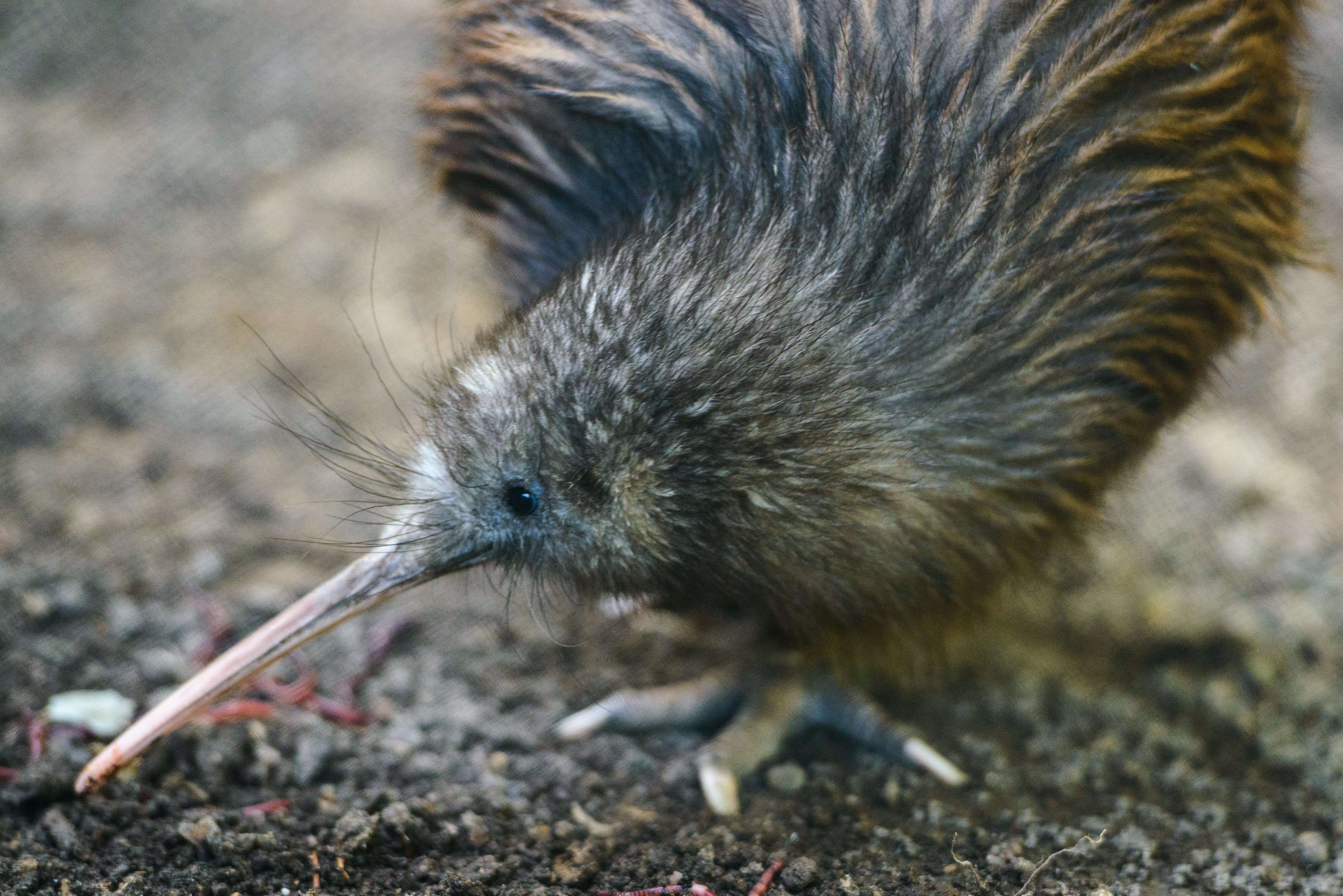
Noordereilandkiwi
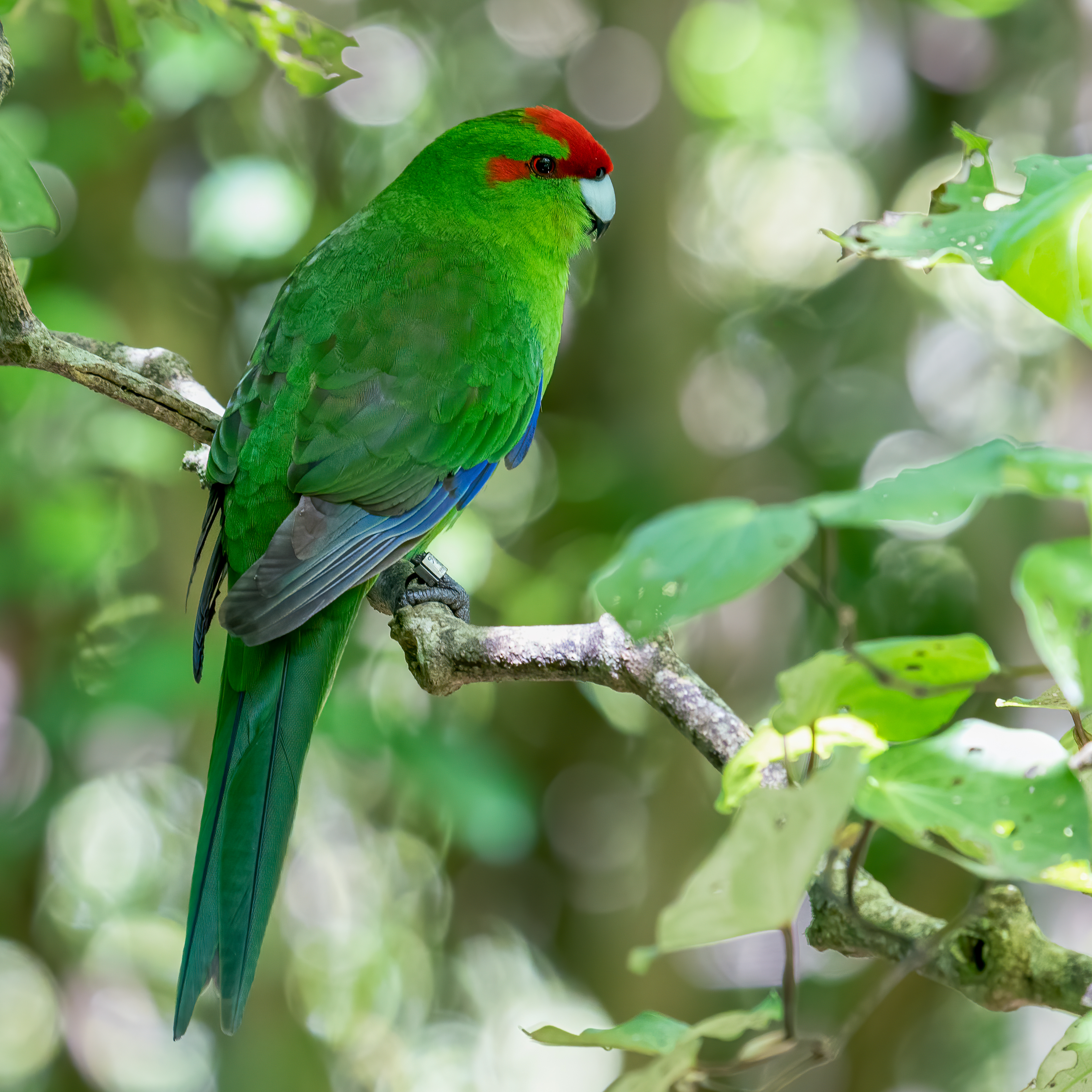
Roodvoorhoofdkakariki
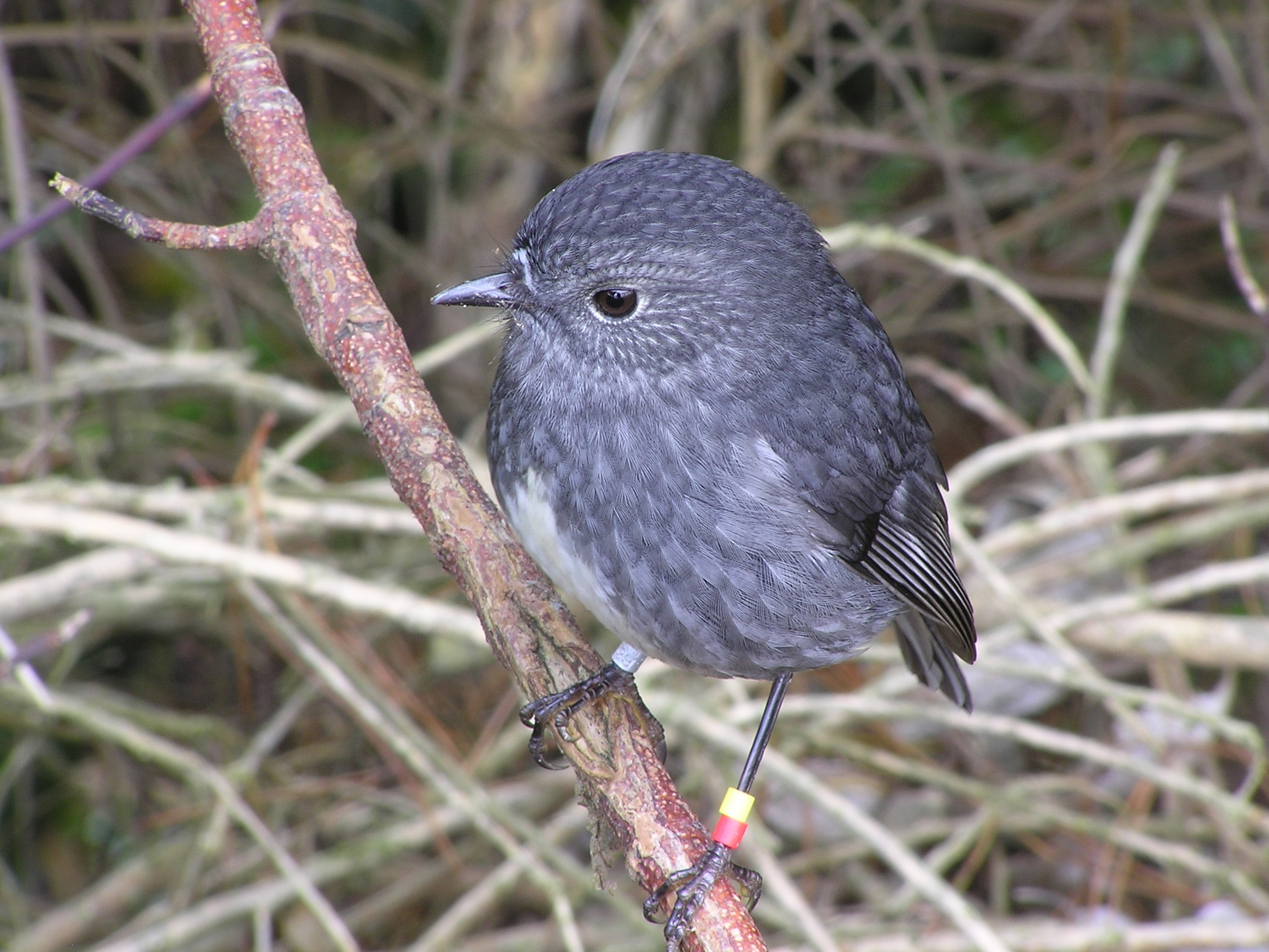
Noordereilandvliegenvanger
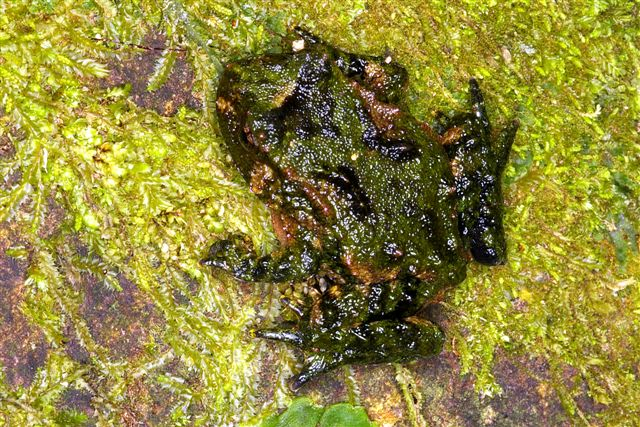
Hochstetters oerkikker
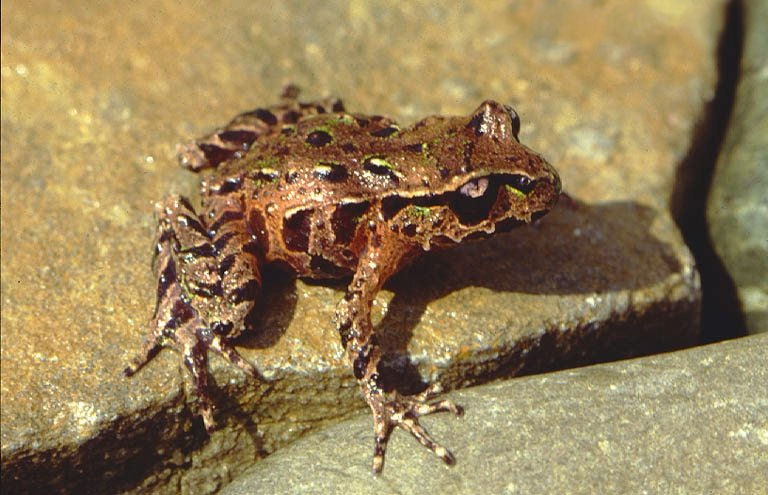
Leiopelma archeyi
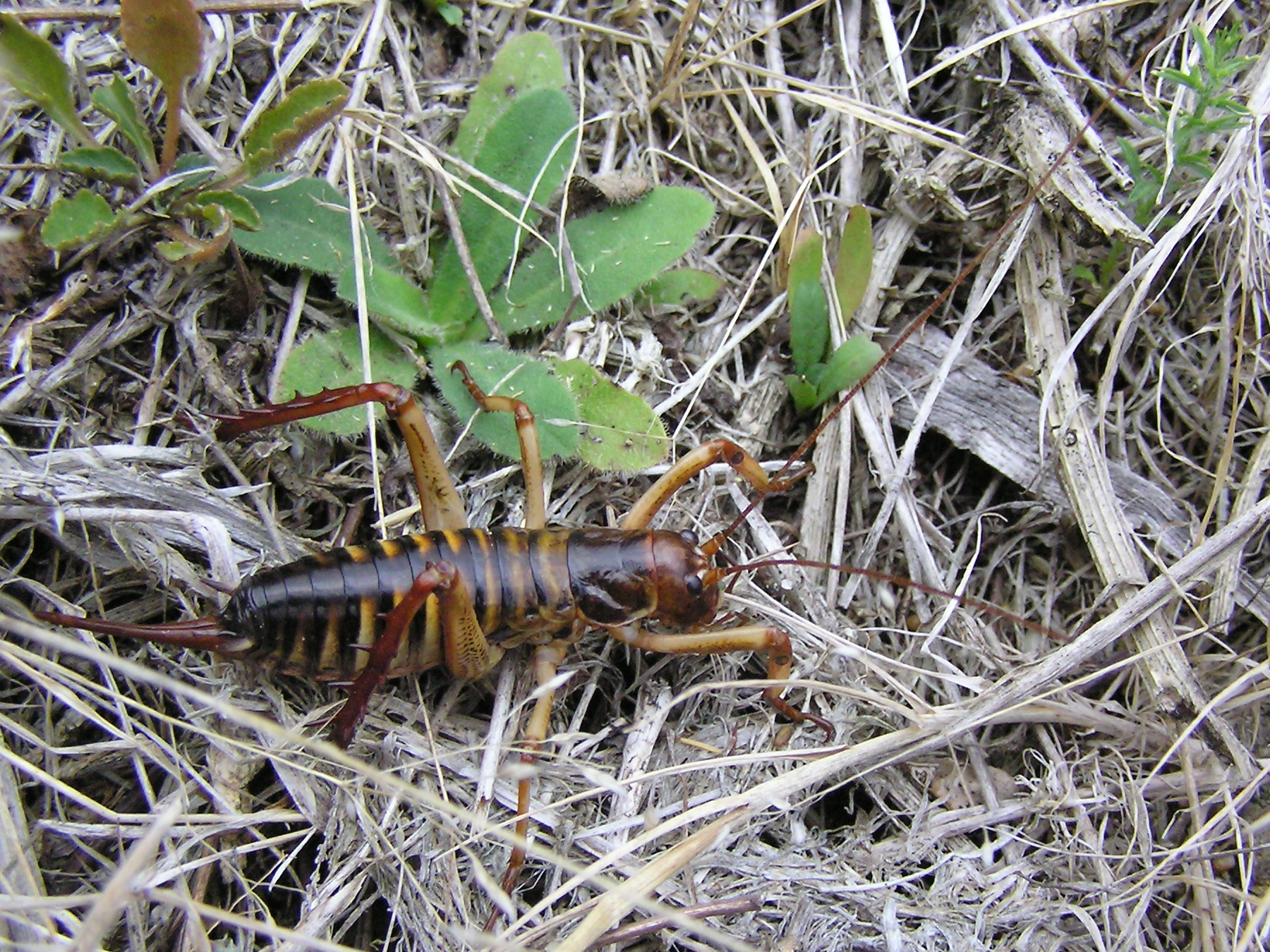
Tree weta